# Cryptocoryne zaidiana
Cryptocoryne zaidiana är en kallaväxtart som beskrevs av Ipor och Tawan. Cryptocoryne zaidiana ingår i släktet Cryptocoryne och familjen kallaväxter. Inga underarter finns listade.